# Miss Universo 2009

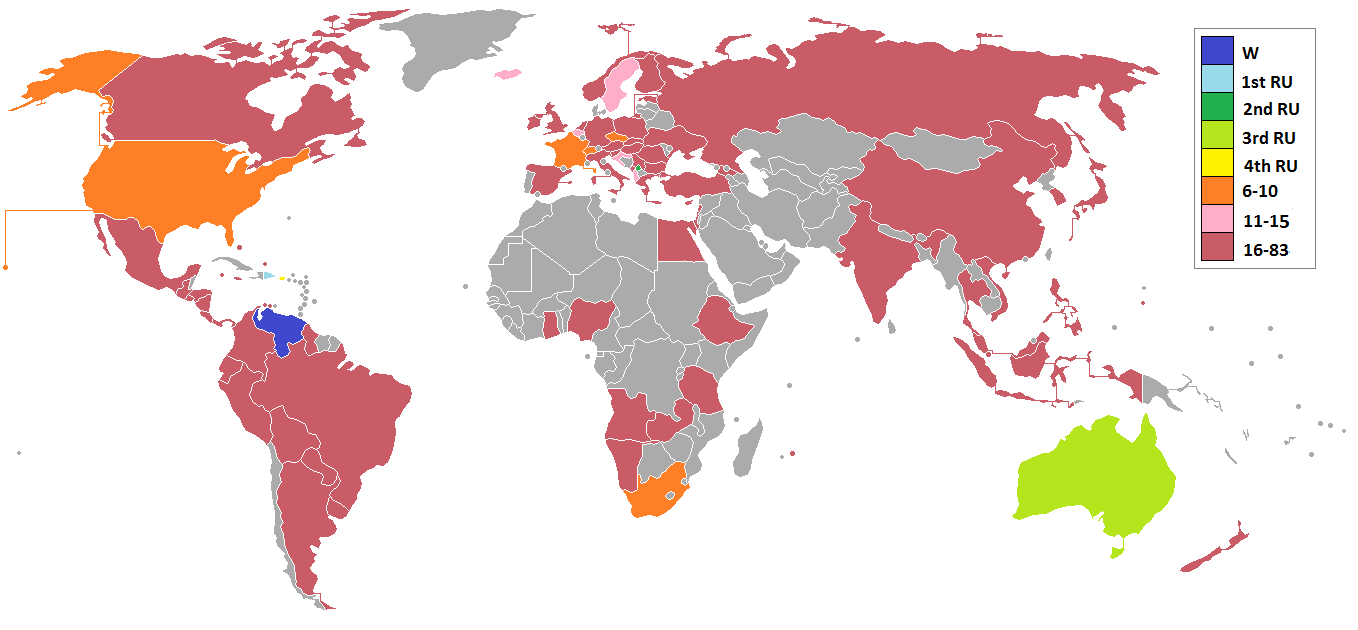
Miss Universo 2009. Le nazioni partecipanti ed i risultati.

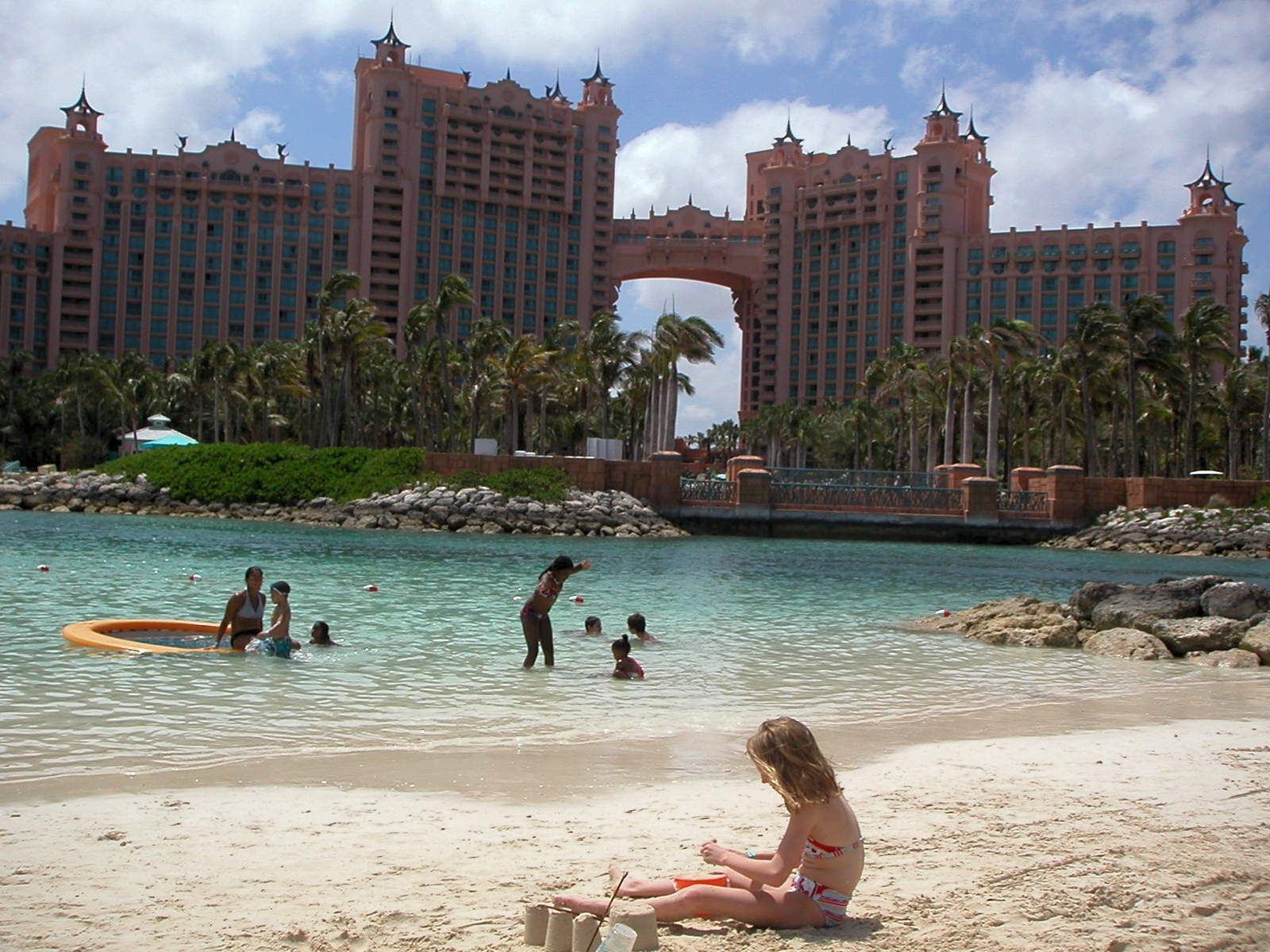
Atlantis Paradise Island, Bahamas.

Miss Universo 2009, cinquantottesima edizione di Miss Universo, si è tenuta presso l'Atlantis Paradise Island, a Nassau nelle Bahamas il 23 agosto 2009. L'evento è stato presentato da Billy Bush, Claudia Jordan. Miss Venezuela Stefanía Fernández è stata incoronata vincitrice dalla Miss Universo uscente la venezuelana Dayana Mendoza.

## Risultati

### Piazzamenti
| Risultato finale   | Concorrente |
| ------------------ | --- |
| Miss Universo 2009 | - Venezuela - Stefanía Fernández |
| 2ª classificata    | - Kosovo - Marigona Dragusha |
| 3ª classificata    | - Rep. Dominicana - Ada De La Cruz |
| 4ª classificata    | - Australia - Rachael Finch |
| 5ª classificata    | - Porto Rico - Mayra Matos |
| Top 10             | - Francia - Chloé Mortaud - Rep. Ceca - Iveta Lutovská - Stati Uniti - Kristen Dalton - Svizzera - Whitney Toyloy - Sudafrica - Tatum Keshwar |
| Top 15             | - Albania - Hasna Xhukiçi - Belgio - Zeynep Sever - Croazia - Sarah Ćosić - Islanda - Ingibjörg Egilsdóttir - Svezia - Renate Cerljen         |

### Punteggi alle sfilate finali
| Nazione         | Sfilata in costume | Sfilata in abito da sera |
| --------------- | ------------------ | ------------------------ |
| Rep. Dominicana | 9.189 (2)          | 9.428 (1)                |
| Kosovo          | 8.790 (3)          | 9.250 (2)                |
| Porto Rico      | 8.533 (7)          | 9.050 (3)                |
| Australia       | 9.264 (1)          | 9.039 (4)                |
| Venezuela       | 8.760 (4)          | 8.869 (5)                |
| Francia         | 8.640 (5)          | 8.650 (6)                |
| Sudafrica       | 8.460 (8)          | 8.040 (7)                |
| Rep. Ceca       | 8.350 (9)          | 8.010 (8)                |
| Svizzera        | 8.611 (6)          | 7.890 (9)                |
| Stati Uniti     | 8.060 (10)         | 7.550 (10)               |
| Albania         | 7.900 (11)         |                          |
| Belgio          | 7.870 (12)         |                          |
| Svezia          | 7.830 (13)         |                          |
| Croazia         | 7.811 (14)         |                          |
| Islanda         | 7.730 (15)         |                          |

     Vincitrice
     2ª classificata
     3ª classificata
     4ª classificata
     5ª classificata
     Top 10
     Top 15
(#) Piazzamento ad ogni turno della gara

### Riconoscimenti speciali
| Riconoscimento        | Concorrente                                                                           |
| --------------------- | ------------------------------------------------------------------------------------- |
| Best National Costume | - Nicaragua - Indiana Sánchez - Panama - Diana Broce - Thailandia - Chutima Durongdej |
| Miss Congeniality     | - Cina - Wang Jingyao                                                                 |
| Miss Photogenic       | - Thailandia - Chutima Durongdej                                                      |

## Giudici

### Giudici della trasmissione televisiva
Le seguenti celebrità hanno fatto da giudici durante la serata finale:
- Dean Cain – Attore e produttore.
- Tamara Tunie – Attrice.
- Colin Cowie – Autore, personalità televisiva e designer.
- Valeria Mazza – Top Model.
- Matthew Rolston – Fotografo e regista.
- Richard LeFrak – Amministratore delegato e presidente della LeFrak Organization.
- Andre Leon Talley – Scrittore.
- Heather Kerzner – Filantropo.
- Farouk Shami – Fondatore e presidente della CHI Hair Care.
- Keisha Whitaker – Fondatrice della Kissable Couture Lip Gloss line.
- Gerry DeVeaux – Produttore ed autore.
- George J. Maloof, Jr. – Imprenditore.

### Giudici delle fasi preliminari
I seguenti hanno fatto da giudici durante le fasi preliminari del concorso:
- Mark Wylie
- Adriana Ching
- Todd Winston
- Rosalina Lydster
- Tiza Tjokroadisumarto
- Corinne Nicolas
- David Friedman
- Steven Schillaci
- Mario Mosley
- Sarah Markantonis

## Musiche di sottofondo
- I Gotta Feeling - The Black Eyed Peas/Fire Burning - Sean Kingston: Numero di apertura
- Body Language - Heidi Montag (dal vivo): Sessione fotografica.
- Right Round e Jump - Flo Rida (dal vivo): Competizione in costume da bagno.
- When Love Takes Over - David Guetta featuring Kelly Rowland (dal vivo): Competizione in abito da sera.

## Concorrenti
- Albania - Hasna Xhukiçi
- Angola - Nelsa Alves
- Argentina - Johanna Lasic
- Aruba - Dianne Croes
- Australia - Rachael Finch
- Bahamas - Kiara Sherman
- Belgio - Zeynep Sever
- Bolivia - Dominique Peltier
- Brasile - Larissa Costa
- Bulgaria - Elitsa Lubenova
- Canada - Mariana Valente
- Cina - Wang Jingyao
- Cipro - Kielia Giasemidou
- Colombia - Michelle Rouillard Estrada
- Corea del Sud - Ri Na
- Costa Rica - Jessica Umaña
- Croazia - Sarah Ćosić
- Curaçao - Angenie Simon
- Ecuador - Sandra Vinces
- Egitto - Elham Wajdi Fadel
- El Salvador - Mayella Mena
- Estonia - Diana Arno
- Etiopia - Melat Yante
- Filippine - Bianca Manalo
- Finlandia - Essi Pöysti
- Francia - Chloé Mortaud
- Georgia - Lika Ordzhonikidze
- Germania - Martina Lee
- Ghana - Jennifer Koranteng
- Giamaica - Carolyn Yapp
- Giappone - Emiri Miyasaka
- Grecia - Viviana Kampanile-Zagorianakou
- Guam - Racine Manley
- Guatemala - Lourdes Figueroa
- Guyana - Jenel Cox
- Honduras - Bélgica Suárez
- India - Ekta Chowdhry
- Indonesia - Zivanna Letisha Siregar
- Irlanda - Diana Donnelly
- Islanda - Ingibjörg Egilsdóttir
- Isole Cayman - Nicosia Lawson
- Israele - Julia Dyment
- Italia - Laura Valenti
- Kosovo - Marigona Dragusha
- Libano - Martine Andraos
- Malaysia - Joannabelle Ng
- Mauritius - Anaïs Veerapatren
- Messico - Karla Carrillo
- Montenegro - Anja Jovanović
- Namibia - Happie Ntelamo
- Nicaragua - Indiana Sánchez
- Nigeria - Sandra Otohwo
- Norvegia - Eli Landa
- Nuova Zelanda - Katie Taylor
- Paesi Bassi - Avalon-Chanel Weyzig
- Panama - Diana Broce
- Paraguay - Mareike Baumgarten
- Perù - Karen Schwarz Espinoza
- Polonia - Angelika Jakubowska
- Porto Rico - Mayra Matos
- Regno Unito - Clair Cooper
- Rep. Ceca - Iveta Lutovská
- Rep. Dominicana - Ada de la Cruz
- Romania - Bianca Elena Constantin
- Russia - Sofia Rudieva
- Serbia - Dragana Atlija
- Singapore - Rachel Janice Kum
- Slovacchia - Denisa Mendrejová
- Slovenia - Mirela Korač
- Spagna - Estíbaliz Pereira Rabade
- Stati Uniti d'America - Kristen Dalton
- Sudafrica - Tatum Keshwar
- Svezia - Renate Cerljen
- Svizzera - Whitney Toyloy
- Tanzania - Illuminata Wize
- Thailandia - Chutima Durongdej
- Turchia - Senem Kuyucuoğlu
- Turks e Caicos - Jewel Selver (withdrew before the final)
- Ucraina - Kristina Kots-Gotlib
- Ungheria - Suzan Budai
- Uruguay - Cintia Dottone
- Venezuela - Stefanía Fernández
- Vietnam - Võ Hoàng Yến
- Zambia - Andella Matthews

## Trasmissioni internazionali
Alcuni canali televisivi al di fuori degli Stati Uniti d'America, come la NBC o Telemundo hanno trasmesso l'evento dal vivo nei rispettivi territori.
- Albania: RTV21
- Argentina: TNT
- Australia: Seven HD e STAR One
- Bahamas (paese ospitante): ZNS-TV
- Belgio: Star!
- Bermuda: VSB-TV
- Bolivia: Unitel
- Brasile: Rede Bandeirantes e TNT
- Cile: TNT Latin America
- Cina: STAR World
- Colombia: Caracol TV e TNT
- Costa Rica: Teletica
- Danimarca: Star! Scandinavia e Showtime Scandinavia
- Ecuador: Gama TV (ES)  e TNT
- Egitto: MBC4
- El Salvador: TCS
- Emirati Arabi Uniti: MBC4
- Estonia: Star! e Viasat Baltics
- Filippine: ABS-CBN, Studio 23, Velvet, TV5 e STA
- Finlandia: MTV3, Star! Scandinavia e Showtime Scandinavia
- Francia: Paris Première
- Germania: Das Vierte (DE)
- Giappone: NHK
- Grecia: ANT1
- Hong Kong: STAR One e STAR World
- India: STAR One e STAR World
- Indonesia: Indosiar e STAR World
- Irlanda: STAR One
- Islanda: Star! Scandinavia e Showtime Scandinavia
- Israele: Arutz 2
- Italia: Stream
- Kosovo: RTV21
- Lettonia: Star! e Viasat Baltics
- Libano: LBC e MBC4
- Malaysia: STAR World
- Messico: Televisa e TNT
- Nicaragua: Televicentro
- Norvegia: TV2, Star! Scandinavia e Showtime Scandinavia
- Paesi Bassi: Star!
- Panama: Telemetro e TNT
- Perù: ATV e TNT
- Regno Unito: STAR One
- Rep. Dominicana: Telemundo, Color Vision e TNT
- Russia: C1R
- Serbia: RTS
- Singapore: MediaCorp Channel 5 e STAR World
- Stati Uniti: NBC
- Svezia: Star! Scandinavia e Showtime Scandinavia
- Thailandia: Channel 7 e STAR World
- Trinidad e Tobago: CCN TV6 e TNT
- Turchia: CNBC-e e NTV
- Uruguay: TNT
- Venezuela: Venevisión e TNT
- Vietnam: HTV7 e STAR World